# 喜山原矛头蝮
喜山原矛头蝮（学名：Protobothrops himalayanus），分布于亚洲喜马拉雅山脉地区的毒蛇，隶属于蝰科原矛头蝮属。其种加词“himalayanus”意为“喜马拉雅山脉的”。

## 形态特征
喜山原矛头蝮是一种大型蝮蛇，全长约1.5米。头部呈长三角形，背部深棕色，有一条红棕色细纹起于眼部前沿，通过颞部，到达下颚后缘，宽度约为1颞鳞。身体背部及尾部呈橄榄绿色，具有48个和19个明显的带黑边的红棕色横斑。头、身体和尾部的腹面为灰白色，腹鳞具有细小的灰褐色斑点。

## 保护
本种于2023年被收录入《有重要生态、科学、社会价值的陆生野生动物名录》。